# Neuvy-en-Beauce

Neuvy-en-Beauce este o comună în departamentul Eure-et-Loir, Franța. În 1 ianuarie 2022 avea o populație de 218 de locuitori.